# Want (visserij)

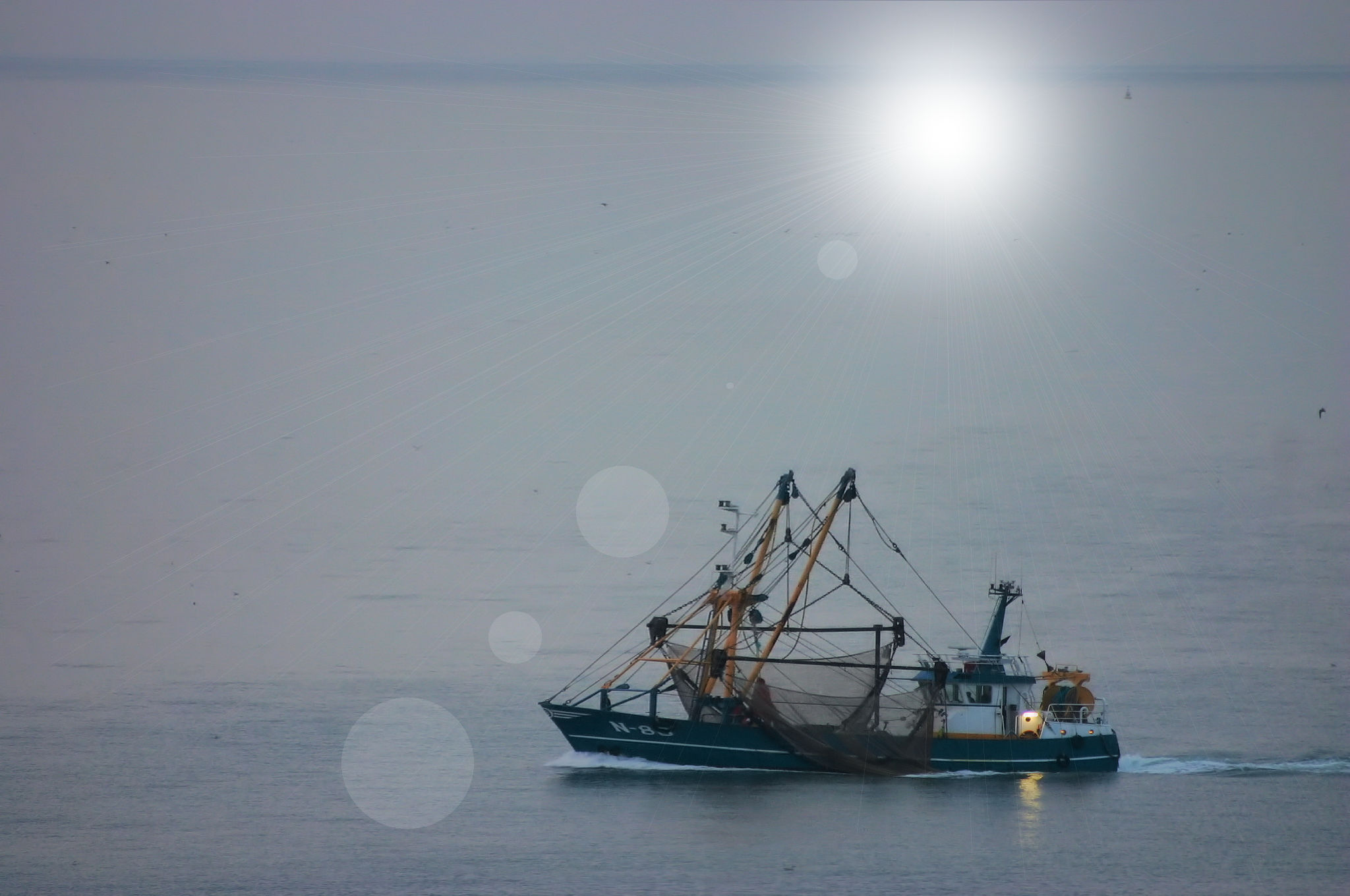
Vissersboot met gaand want

Want in de visserij is de benaming voor het gezamenlijke vistuig: de netten, de touwen, de stokken en alle andere onderdelen die nodig zijn om de vissen te kunnen vangen. Er worden twee hoofdgroepen want onderscheiden:
gaand want, vismethode waarbij men actief de vis opzoekt en staand want, vismethode waarbij men passief de komst van de vis afwacht.

## Gaand want

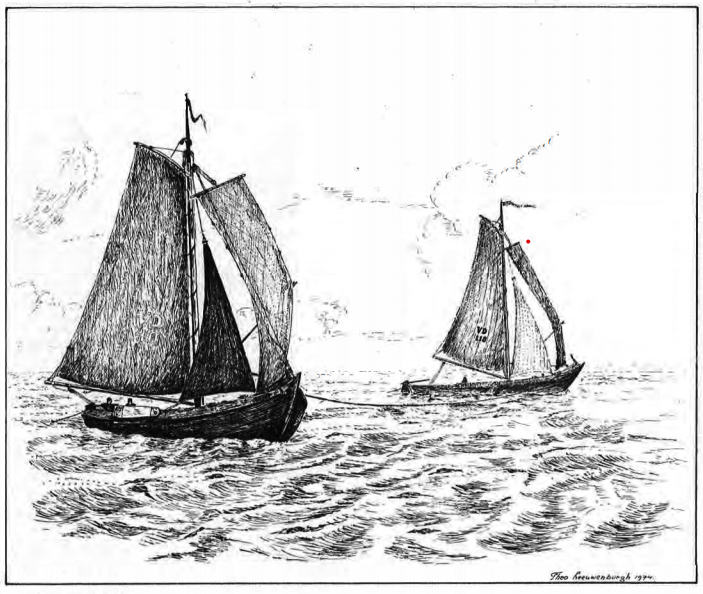
Er wordt met de zogenoemde wonderkuil gevist

Het gaande want bestaat uit vistuig dat meestal door één of meer vaartuigen door het water wordt voortgetrokken.
Voorbeelden die in Nederland worden of werden gebruikt:
- Kuilnet, een trechtervormig net dat aan de voorkant (de bek) wordt opgehouden door twee rechtop staande stokken, waaraan de sleeplijnen zijn bevestigd.
- Sleepnet, oorspronkelijk en grote rechthoekige lap net die tussen twee vaartuigen werd voortgetrokken. Tegenwoordig wordt de term ook gebruikt voor andere netten die door het water worden getrokken.
- Kor, een trechtervormig net dat alleen van de kuil verschilt door de manier waarop de bek wordt opgehouden. De bovenkant van het net is aan een horizontale stok vastgemaakt. Tegenwoordig is dat een metalen buis die boom wordt genoemd en die wordt gebruikt in de boomkorvisserij.
- Zegen', een heel lang rechthoekig net dat met roeiboten om een school vissen wordt gelegd en dan van beide kanten wordt dichtgetrokken en aangehaald.

## Staand want
Het staande want bestaat uit vistuig dat op een vaste plaats wordt gehouden door stokken of ankers.
Voorbeelden die in Nederland worden of werden gebruikt:
- Kub, een klokvormige tenen korf die, aan een schuin in de grond gestoken stok, op of net boven de (zee)bodem hangt. Met aas wordt vis naar de kub gelokt, die door een smal toelopend netje (inkel) naar binnen gaat en dan de weg terug niet meer kan vinden.

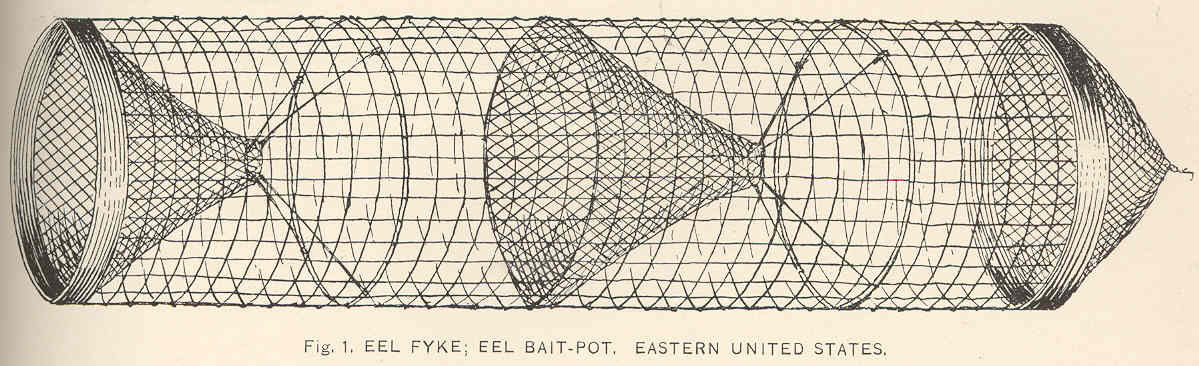
Principe van een fuik met twee kelen of inkels

- Fuik, een aan hoepels gespannen rond gebreid visnet dat smaller wordt en eindigt in een dichtgesnoerde trechter. Binnen de fuik bevinden zich trechtervormige netten (kelen of inkels) die het terugzwemmen van de vis beletten. Aan de grootse hoepel bij de ingang zijn een of twee rechthoekige netten bevestigd (vleugels) die de vis naar de eigenlijke fuik geleiden.
- Kamer, een komvormige ruimte omsloten door rechthoekige netten. De vis wordt naar de opening van de kom geleid langs een lang schutwant.
- Staande netten, rechthoekige netten tot een lange eenheid gemaakt, die als een wand in het water hangt zoals bij de vleetvisserij. De vis die er tegenaan zwemt schiet met zijn kop door een maas en kan dan niet terug omdat de kieuwen achter de maas blijven steken. De maaswijdte bepaalt welke vissoort blijft steken.
- Hoekwant, een samenstel van lange lijnen met dwarslijntjes waaraan haken met aas zijn bevestigd en zo naar de bodem zinkt.

## Schutwant
Schutwant bestaat uit aan elkaar geschakelde rechthoekige lappen net en hoort bij bepaalde vormen van staand want, zoals de kamervisserij en de regelvisserij. Soms worden de vleugels van fuiken verlengd met schutnetten. Een keernet dat dwars over een vaart wordt gespannen om de vis de doortocht te beletten is ook een soort schutwant. Als de vis een uitweg zoekt langs het keernet komt hij terecht in de fuiken die haaks op het keernet zijn gezet. Zo’n combinatie noemt men een dichtzet.

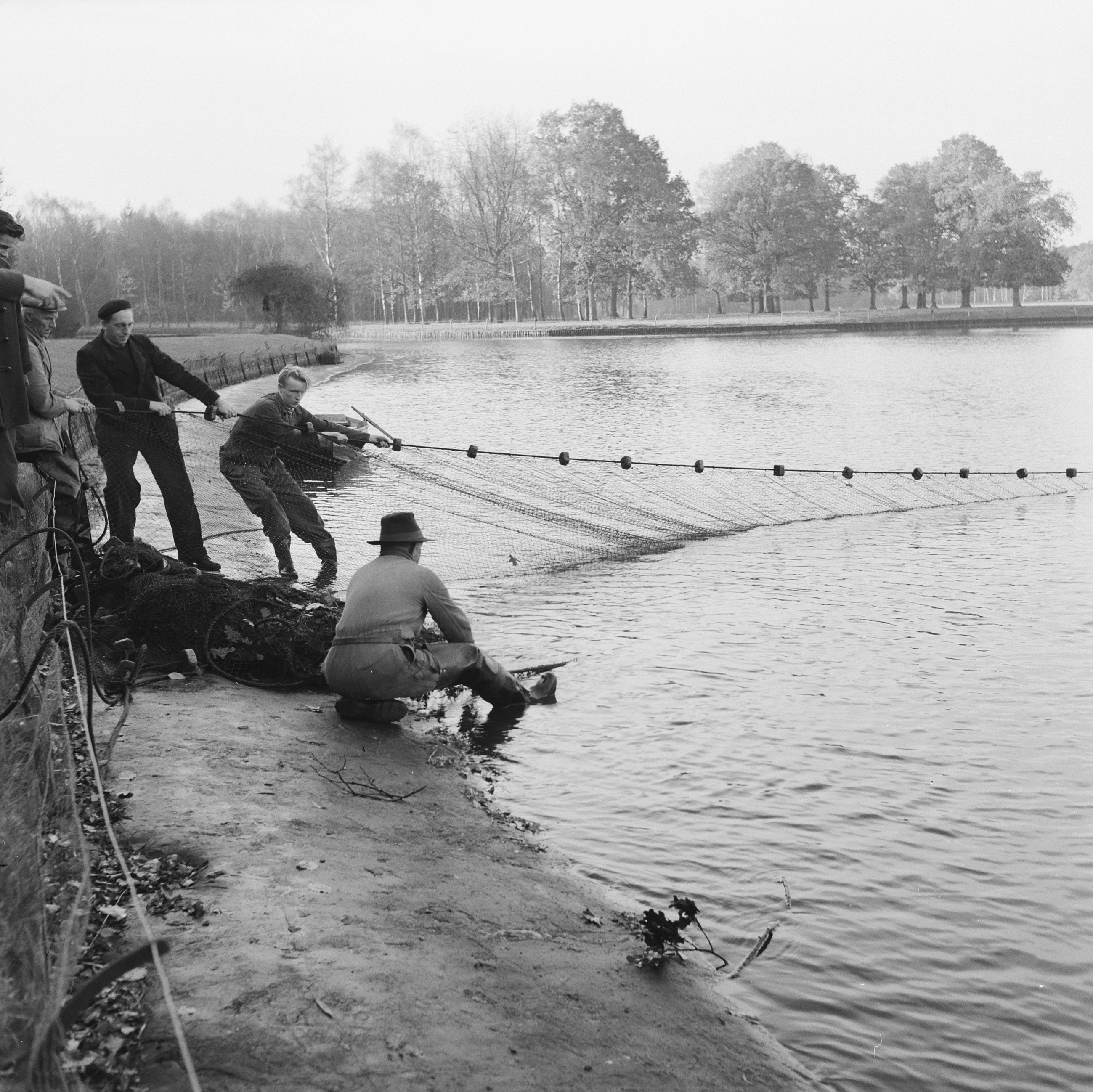
Het binnenhalen van de vis met een zegen
Palingkub, hoogte 56 cm
Vanuit de aasbak uitzetten van het hoekwant
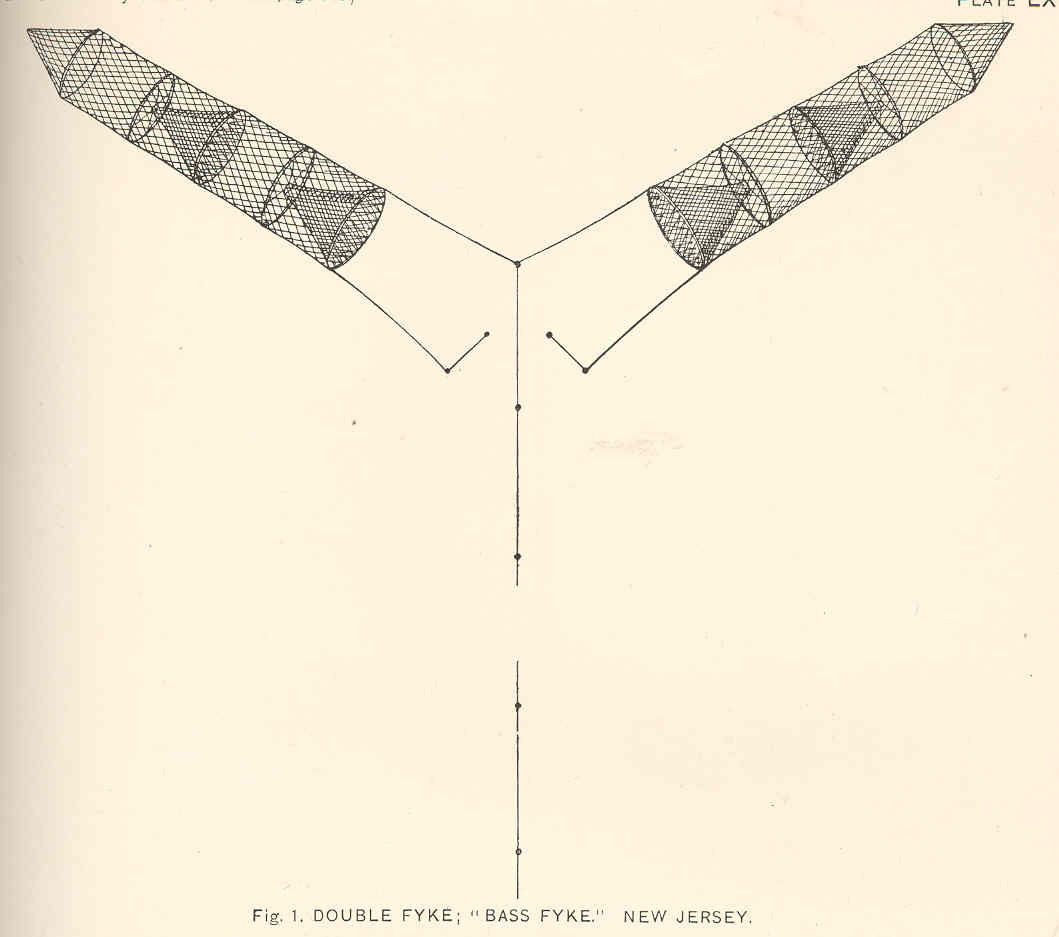
Dubbele fuik met schutwant
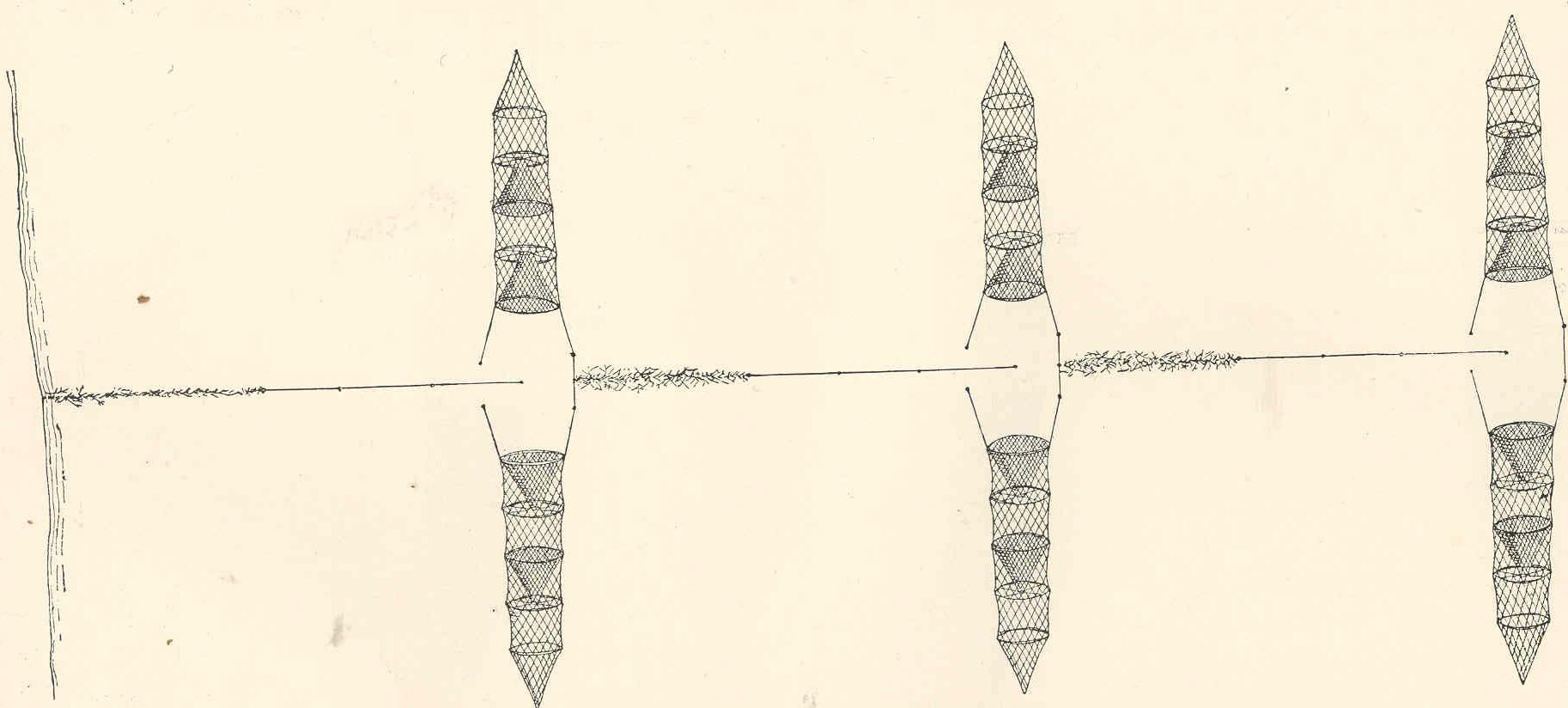
Drie span fuiken verbonden door schutwant
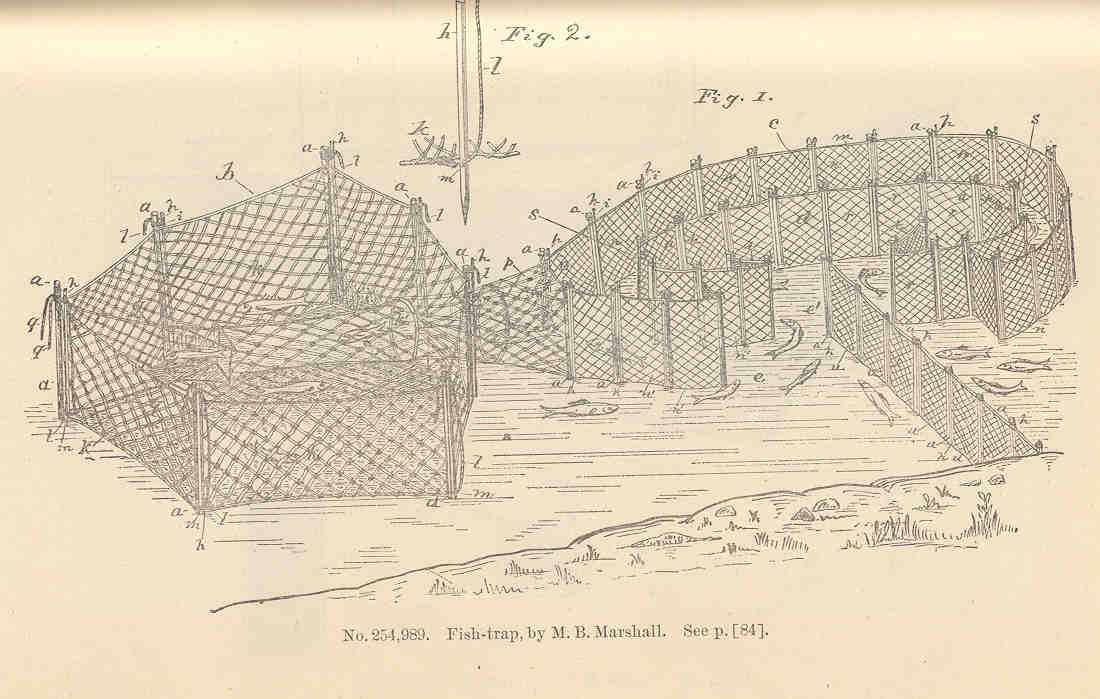
Principe van een kamer met schutwant (rechts) en een vanghok (links)
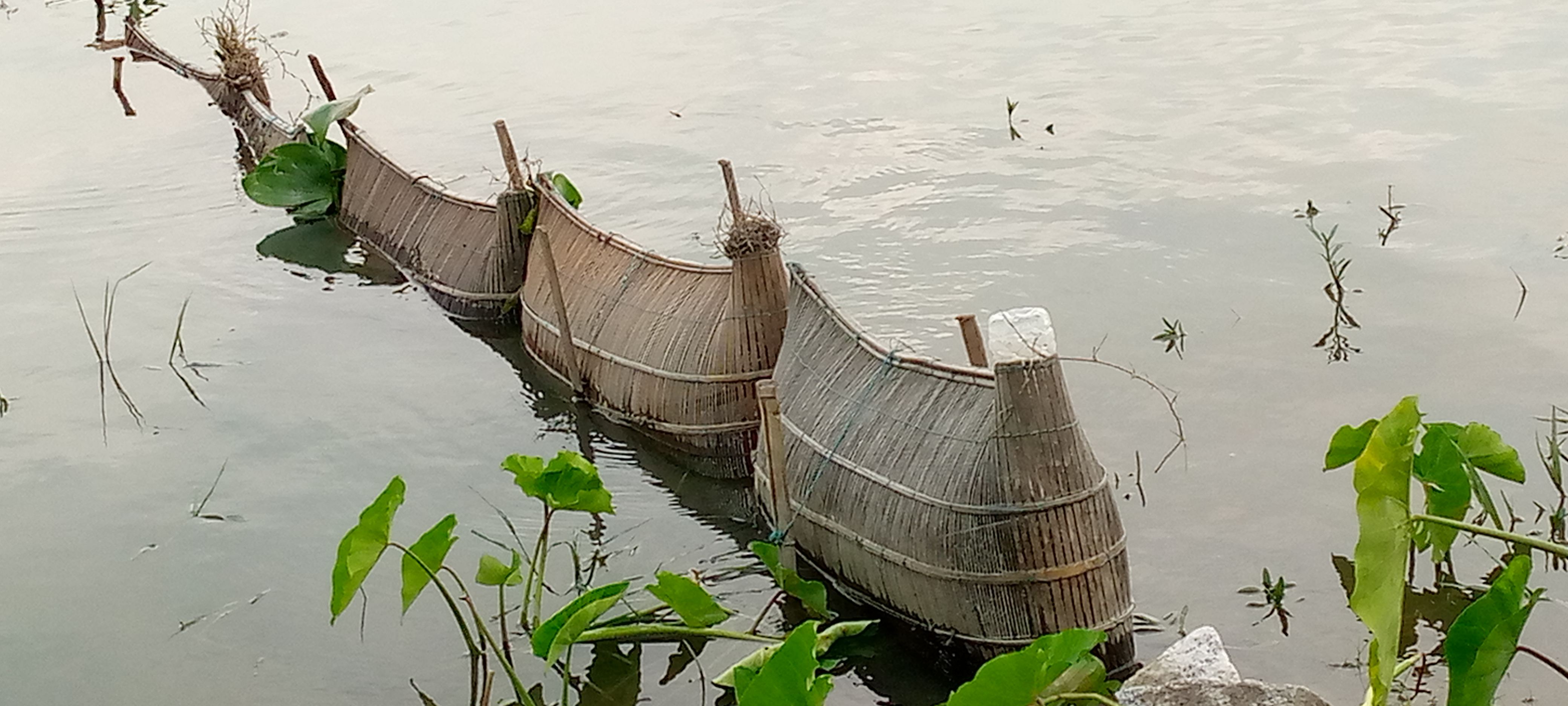
schutwant in rivier in India